# Ђавенале (Виченца)
Ђавенале је насеље у Италији у округу Виченца, региону Венето.
Према процени из 2011. у насељу је живело 1014 становника. Насеље се налази на надморској висини од 156 м.